# أنور كلشات
الدكتور أنور محمد كلشات سياسي وأكاديمي يمني من مواليد 14 أبريل 1984 بمحافظة المهرة، عين وزيراً للكهرباء في 18 ديسمبر 2020 حتى 28 يوليو 2022